# Liga Profissional Saudita de 2023–24
A Liga Profissional Saudita de 2023–24 (conhecida como Roshn Saudi League  por motivos de patrocínio) foi a 49ª edição do Campeonato Saudita de Futebol, a principal divisão do futebol saudita desde de sua fundação em 1976. O atual campeão foi o Al-Ittihad.
A temporada começou em 11 de agosto de 2023 e terminou em 27 de maio de 2024.
O Al-Hilal foi campeão da competição, teve seu título confirmado na 31ª rodada contra o Al-Hazem em casa, na qual venceu por 4–1 e conquistando seu décimo nono título do Campeonato Saudita em sua história.

## Participantes
| Clube      | Cidade         | Estádio                                                        | Capacidade   |
| ---------- | -------------- | -------------------------------------------------------------- | ------------ |
| Abha       | Abha           | Prince Sultan bin Abdul Aziz Stadium                           | 20,000       |
| Al-Ahli    | Jeddah         | Cidade dos Esportes Rei Abdullah                               | 62,345       |
| Al-Ettifaq | Dammam         | Prince Mohamed bin Fahd Stadium                                | 35,000       |
| Al-Fateh   | Al-Hasa        | Prince Abdullah bin Jalawi Stadium                             | 26,000       |
| Al-Fayha   | Al Majma'ah    | Al Majma'ah Sports City                                        | 7,000        |
| Al-Hazem   | Ar Rass        | Al-Hazem Club Stadium                                          | 8,000        |
| Al-Hilal   | Riade          | Estádio Internacional Rei Fahd                                 | 68,752       |
| Al-Ittihad | Jeddah         | Cidade dos Esportes Rei Abdullah                               | 62,345       |
| Al-Khaleej | Saihat         | Prince Mohamed bin Fahd Stadium (Dammam)                       | 35,000       |
| Al-Nassr   | Riade          | Al-Awwal Park                                                  | 25,000       |
| Al-Okhdood | Najran         | Prince Hathloul bin Abdul Aziz Sport City Stadium              | 12,000       |
| Al-Raed    | Buraidah       | King Abdullah Sport City Stadium                               | 25,000       |
| Al-Riyadh  | Riyadh         | Prince Turki bin Abdul Aziz Stadium                            | 15,000       |
| Al-Shabab  | Riyadh         | Prince Faisal bin Fahd Stadium                                 | 22,500       |
| Al-Taawoun | Buraidah       | King Abdullah Sport City Stadium Al-Taawoun Club Stadium       | 25,000 5,961 |
| Al-Tai     | Ha'il          | Prince Abdul Aziz bin Musa'ed Stadium                          | 12,000       |
| Al Wehda   | Mecca          | King Abdul Aziz Stadium                                        | 38,000       |
| Damac      | Khamis Mushait | Prince Sultan bin Abdul Aziz Stadium (Abha) Damac Club Stadium | 20,000 5,000 |

## Classificação
| Pos | Equipe       | Pts | J  | V  | E  | D  | GP  | GC | SG  | Classificação ou descenso                                      |
| --- | ------------ | --- | -- | -- | -- | -- | --- | -- | --- | -------------------------------------------------------------- |
| 1   | Al-Hilal (C) | 96  | 34 | 31 | 3  | 0  | 101 | 23 | +78 | Fase de grupos da Liga dos Campeões de Elite da AFC de 2024–25 |
| 2   | Al-Nassr     | 82  | 34 | 26 | 4  | 4  | 100 | 42 | +58 | Fase de grupos da Liga dos Campeões de Elite da AFC de 2024–25 |
| 3   | Al-Ahli      | 65  | 34 | 19 | 8  | 7  | 67  | 35 | +32 | Fase de grupos da Liga dos Campeões de Elite da AFC de 2024–25 |
| 4   | Al-Taawoun   | 59  | 34 | 16 | 11 | 7  | 51  | 35 | +16 | Fase de grupos da Liga dos Campeões 2 da AFC de 2024–25        |
| 5   | Al-Ittihad   | 54  | 34 | 16 | 6  | 12 | 63  | 54 | +9  |                                                                |
| 6   | Al-Ettifaq   | 48  | 34 | 12 | 12 | 10 | 43  | 34 | +9  |                                                                |
| 7   | Al-Fateh     | 45  | 34 | 12 | 9  | 13 | 57  | 55 | +2  |                                                                |
| 8   | Al-Shabab    | 44  | 34 | 12 | 8  | 14 | 45  | 42 | +3  |                                                                |
| 9   | Al-Fayha     | 44  | 34 | 11 | 11 | 12 | 44  | 52 | −8  |                                                                |
| 10  | Damac        | 41  | 34 | 10 | 11 | 13 | 44  | 45 | −1  |                                                                |
| 11  | Al-Khaleej   | 37  | 34 | 9  | 10 | 15 | 36  | 47 | −11 |                                                                |
| 12  | Al-Raed      | 37  | 34 | 9  | 10 | 15 | 41  | 49 | −8  |                                                                |
| 13  | Al Wehda     | 36  | 34 | 10 | 6  | 18 | 45  | 60 | −15 |                                                                |
| 14  | Al-Riyadh    | 35  | 34 | 8  | 11 | 15 | 33  | 57 | −24 |                                                                |
| 15  | Al-Okhdood   | 33  | 34 | 9  | 6  | 19 | 33  | 52 | −19 |                                                                |
| 16  | Abha         | 32  | 34 | 9  | 5  | 20 | 38  | 87 | −49 | Zona de rebaixamento à Liga MS de 2024–25                      |
| 17  | Al-Tai       | 31  | 34 | 8  | 7  | 19 | 34  | 64 | −30 | Zona de rebaixamento à Liga MS de 2024–25                      |
| 18  | Al-Hazem     | 24  | 34 | 4  | 12 | 18 | 34  | 76 | −42 | Zona de rebaixamento à Liga MS de 2024–25                      |

1. 1 2  Al-Shabab terminou à frente do Al-Fayha no saldo geral de gols: Al-Shabab +3, Al-Fayha −8 (Al-Fayha 0–1 Al-Shabab, Al-Shabab 2–3 Al-Fayha).
2. 1 2  Al-Khaleej terminou à frente do Al-Raed no confronto direto: Al-Khaleej: 4 pts, Al-Raed: 1 pts (Al-Khaleej 0–0 Al-Raed, Al-Raed 0–1 Al-Khaleej).

## Desempenho por rodada
Clubes que lideraram o campeonato ao final de cada rodada:
| Rodadas | Rodadas | Rodadas | Rodadas | Rodadas | Rodadas | Rodadas | Rodadas | Rodadas | Rodadas | Rodadas | Rodadas | Rodadas | Rodadas | Rodadas | Rodadas | Rodadas | Rodadas | Rodadas | Rodadas | Rodadas | Rodadas | Rodadas | Rodadas | Rodadas | Rodadas | Rodadas | Rodadas | Rodadas | Rodadas | Rodadas | Rodadas | Rodadas | Rodadas |
| ------- | ------- | ------- | ------- | ------- | ------- | ------- | ------- | ------- | ------- | ------- | ------- | ------- | ------- | ------- | ------- | ------- | ------- | ------- | ------- | ------- | ------- | ------- | ------- | ------- | ------- | ------- | ------- | ------- | ------- | ------- | ------- | ------- | ------- |
| 1       | 2       | 3       | 4       | 5       | 6       | 7       | 8       | 9       | 10      | 11      | 12      | 13      | 14      | 15      | 16      | 17      | 18      | 19      | 20      | 21      | 22      | 23      | 24      | 25      | 26      | 27      | 28      | 29      | 30      | 31      | 32      | 33      | 34      |
| ITT     | ITT     | ITT     | ITT     | HIL     | HIL     | ITT     | HIL     | HIL     | HIL     | HIL     | HIL     | HIL     | HIL     | HIL     | HIL     | HIL     | HIL     | HIL     | HIL     | HIL     | HIL     | HIL     | HIL     | HIL     | HIL     | HIL     | HIL     | HIL     | HIL     | HIL     | HIL     | HIL     | HIL     |

Clubes que ficaram na última posição do campeonato ao final de cada rodada:
| Rodadas | Rodadas | Rodadas | Rodadas | Rodadas | Rodadas | Rodadas | Rodadas | Rodadas | Rodadas | Rodadas | Rodadas | Rodadas | Rodadas | Rodadas | Rodadas | Rodadas | Rodadas | Rodadas | Rodadas | Rodadas | Rodadas | Rodadas | Rodadas | Rodadas | Rodadas | Rodadas | Rodadas | Rodadas | Rodadas | Rodadas | Rodadas | Rodadas | Rodadas |
| ------- | ------- | ------- | ------- | ------- | ------- | ------- | ------- | ------- | ------- | ------- | ------- | ------- | ------- | ------- | ------- | ------- | ------- | ------- | ------- | ------- | ------- | ------- | ------- | ------- | ------- | ------- | ------- | ------- | ------- | ------- | ------- | ------- | ------- |
| 1       | 2       | 3       | 4       | 5       | 6       | 7       | 8       | 9       | 10      | 11      | 12      | 13      | 14      | 15      | 16      | 17      | 18      | 19      | 20      | 21      | 22      | 23      | 24      | 25      | 26      | 27      | 28      | 29      | 30      | 31      | 32      | 33      | 34      |
| RAE     | RAE     | RAE     | OKH     | HAZ     | HAZ     | HAZ     | HAZ     | HAZ     | RAE     | RAE     | RAE     | HAZ     | HAZ     | HAZ     | HAZ     | HAZ     | HAZ     | HAZ     | HAZ     | HAZ     | HAZ     | HAZ     | HAZ     | HAZ     | HAZ     | HAZ     | HAZ     | HAZ     | HAZ     | HAZ     | HAZ     | HAZ     | HAZ     |

## Confrontos
| Mandante \ Visitante | ABH | AHL | ETT | FAT | FAY | HAZ | HIL | ITT | KHJ | NSR | OKH | RAE | RIY | SHB | TWN | TAI | WHD | DAM |
| -------------------- | --- | --- | --- | --- | --- | --- | --- | --- | --- | --- | --- | --- | --- | --- | --- | --- | --- | --- |
| Abha                 | —   | 0–6 | 1–3 | 2–1 | 2–1 | 1–1 | 1–3 | 3–1 | 2–1 | 0–8 | 3–2 | 1–0 | 0–1 | 2–1 | 1–1 | 2–0 | 1–0 | 0–0 |
| Al-Ahli              | 5–1 | —   | 0–0 | 1–1 | 1–0 | 3–1 | 1–2 | 1–0 | 1–0 | 0–1 | 1–0 | 0–0 | 3–0 | 0–0 | 3–2 | 2–0 | 3–1 | 4–1 |
| Al-Ettifaq           | 3–0 | 2–2 | —   | 1–2 | 1–2 | 1–1 | 0–2 | 1–1 | 1–1 | 2–1 | 1–1 | 0–0 | 1–0 | 1–0 | 0–2 | 4–3 | 0–0 | 3–1 |
| Al-Fateh             | 4–1 | 5–1 | 1–0 | —   | 0–1 | 2–1 | 0–2 | 2–4 | 1–2 | 0–5 | 0–0 | 3–1 | 2–2 | 1–1 | 1–1 | 0–1 | 5–1 | 1–1 |
| Al-Fayha             | 3–2 | 0–4 | 0–0 | 2–2 | —   | 0–0 | 0–2 | 0–0 | 3–1 | 1–3 | 3–0 | 0–0 | 1–1 | 0–1 | 1–1 | 1–0 | 1–2 | 2–4 |
| Al-Hazem             | 2–1 | 0–4 | 0–2 | 2–0 | 1–3 | —   | 0–9 | 2–3 | 1–1 | 1–5 | 0–0 | 4–3 | 1–1 | 0–3 | 1–3 | 1–1 | 1–2 | 0–0 |
| Al-Hilal             | 7–0 | 3–1 | 2–0 | 3–1 | 1–1 | 4–1 | —   | 3–1 | 1–0 | 3–0 | 3–0 | 3–1 | 6–1 | 2–0 | 2–0 | 3–1 | 2–0 | 2–1 |
| Al-Ittihad           | 4–2 | 0–1 | 0–5 | 2–1 | 3–1 | 2–2 | 3–4 | —   | 4–2 | 2–5 | 2–1 | 1–3 | 2–0 | 1–3 | 0–0 | 2–0 | 2–1 | 4–1 |
| Al-Khaleej           | 3–1 | 1–3 | 0–2 | 1–3 | 3–0 | 1–1 | 1–4 | 1–1 | —   | 0–1 | 2–2 | 0–0 | 1–2 | 0–0 | 1–1 | 3–1 | 1–2 | 0–2 |
| Al-Nassr             | 2–2 | 4–3 | 3–1 | 2–1 | 3–1 | 3–3 | 1–1 | 4–2 | 2–0 | —   | 3–0 | 1–3 | 4–1 | 4–0 | 0–2 | 5–1 | 6–0 | 2–1 |
| Al-Okhdood           | 4–0 | 3–2 | 1–0 | 1–3 | 1–2 | 2–1 | 0–3 | 0–1 | 0–1 | 2–3 | —   | 1–3 | 1–2 | 1–0 | 0–1 | 1–0 | 1–1 | 1–2 |
| Al-Raed              | 4–3 | 0–0 | 2–2 | 1–2 | 1–2 | 2–0 | 0–4 | 0–3 | 0–1 | 1–3 | 1–2 | —   | 3–0 | 2–1 | 0–0 | 1–1 | 2–0 | 0–1 |
| Al-Riyadh            | 1–1 | 2–1 | 1–0 | 1–1 | 1–3 | 0–0 | 1–3 | 0–4 | 0–1 | 2–2 | 0–1 | 1–1 | —   | 2–2 | 0–0 | 1–2 | 1–0 | 1–0 |
| Al-Shabab            | 5–0 | 1–2 | 0–0 | 3–2 | 2–3 | 4–1 | 3–4 | 1–0 | 1–3 | 2–3 | 1–1 | 2–0 | 1–0 | —   | 1–2 | 2–0 | 1–0 | 1–1 |
| Al-Taawoun           | 1–0 | 0–1 | 1–0 | 1–3 | 4–1 | 4–0 | 0–3 | 1–1 | 1–1 | 1–3 | 3–1 | 2–1 | 1–2 | 1–0 | —   | 3–0 | 4–1 | 0–0 |
| Al-Tai               | 1–0 | 1–4 | 1–1 | 3–1 | 3–3 | 1–0 | 1–2 | 0–3 | 0–0 | 1–2 | 0–2 | 4–3 | 3–2 | 0–0 | 2–3 | —   | 0–3 | 1–0 |
| Al Wehda             | 4–0 | 1–1 | 2–3 | 2–3 | 1–1 | 0–2 | 1–2 | 0–3 | 3–1 | 1–3 | 2–0 | 0–1 | 3–1 | 3–1 | 3–3 | 1–1 | —   | 4–2 |
| Damac                | 4–2 | 2–2 | 0–2 | 2–2 | 1–1 | 4–1 | 1–1 | 3–1 | 0–1 | 0–1 | 2–0 | 1–1 | 2–2 | 0–1 | 0–1 | 3–0 | 1–0 | —   |

## Estatísticas
Atualizadas até 27 de maio de 2024

### Artilheiros
| Pos. | Jogador                | Equipe     | Gols |
| ---- | ---------------------- | ---------- | ---- |
| 1    | Cristiano Ronaldo      | Al-Nassr   | 35   |
| 2    | Aleksandar Mitrović    | Al-Hilal   | 28   |
| 3    | Abderrazak Hamdallah   | Al-Ittihad | 19   |
| 3    | Fashion Sakala         | Al-Fayha   | 19   |
| 5    | Firas Al-Buraikan      | Al-Ahli    | 17   |
| 6    | Anderson Talisca       | Al-Nassr   | 16   |
| 7    | Georges-Kévin N'Koudou | Damac      | 15   |
| 7    | Malcom                 | Al-Hilal   | 15   |
| 7    | Odion Ighalo           | Al Wehda   | 15   |
| 10   | Salem Al-Dawsari       | Al-Hilal   | 14   |
| 10   | Bernard Mensah         | Al-Tai     | 14   |
| 11   | Sadio Mané             | Al-Nassr   | 13   |

### Assistentes
| Pos. | Jogador                 | Equipe                | Assists. |
| ---- | ----------------------- | --------------------- | -------- |
| 1    | Riyad Mahrez            | Al-Ahli               | 13       |
| 2    | Rúben Neves             | Al-Hilal              | 12       |
| 3    | Cristiano Ronaldo       | Al-Nassr              | 11       |
| 4    | Álvaro Medrán           | Al-Taawoun/Al-Ettifaq | 10       |
| 4    | Sergej Milinković-Savić | Al-Hilal              | 10       |
| 6    | Allan Saint-Maximin     | Al-Ahli               | 9        |
| 6    | Lucas Zelarayán         | Al Fateh              | 9        |
| 8    | Fayçal Fajr             | Al Wehda              | 8        |
| 8    | Mourad Batna            | Al Fateh              | 8        |
| 8    | Sadio Mané              | Al-Nassr              | 8        |
| 8    | Marcelo Brozović        | Al-Nassr              | 8        |
| 8    | Firas Al-Buraikan       | Al-Ahli               | 8        |

### Hat-tricks
| Jogador                 | Para       | Contra     | Resultado | Data                    | Ref.                |
| ----------------------- | ---------- | ---------- | --------- | ----------------------- | ------------------- |
| Roberto Firmino         | Al-Ahli    | Al Hazem   | 3–1 (C)   | 11 de agosto de 2023    | [carece de fontes?] |
| Malcom                  | Al-Hilal   | Abha       | 3–1 (F)   | 14 de agosto de 2023    | [ 14 ]              |
| Cristiano Ronaldo       | Al-Nassr   | Al-Fateh   | 5–0 (F)   | 25 de agosto de 2023    | [ 15 ]              |
| Aleksandar Mitrović     | Al-Hilal   | Al-Ittihad | 4–3 (F)   | 1 de setembro de 2023   | [carece de fontes?] |
| Odion Ighalo            | Al Wehda   | Damac      | 4–3 (C)   | 14 de setembro de 2023  | [ 16 ]              |
| Bernard Mensah          | Al-Tai     | Al-Ettifaq | 4–3 (F)   | 21 de setembro de 2023  | [ 17 ]              |
| Cristian Tello          | Al-Fateh   | Al Wehda   | 5–1 (C)   | 30 de setembro de 2023  | [ 18 ]              |
| Karim Benzema           | Al-Ittihad | Abha       | 4–2 (C)   | 10 de novembro de 2023  | [carece de fontes?] |
| Malcom                  | Al-Hilal   | Al Hazem   | 9–0 (F)   | 25 de novembro de 2023  | [ 19 ]              |
| Odion Ighalo            | Al Wehda   | Al-Khaleej | 3–1 (C)   | 25 de novembro de 2023  | [ 20 ]              |
| Georges-Kévin N'Koudou  | Damac      | Abha       | 4–2 (C)   | 25 de novembro de 2023  | [ 21 ]              |
| Sergej Milinković-Savić | Al-Hilal   | Abha       | 7–0 (C)   | 21 de dezembro de 2023  | [ 22 ]              |
| Anderson Talisca        | Al-Nassr   | Al Hazem   | 4–4 (C)   | 29 de fevereiro de 2024 | [ 23 ]              |
| Cristiano Ronaldo       | Al-Nassr   | Al-Tai     | 5–1 (C)   | 30 de março de 2024     | [ 24 ]              |
| Cristiano Ronaldo       | Al-Nassr   | Abha       | 8–0 (F)   | 2 de abril de 2024      | [ 25 ]              |
| Cristiano Ronaldo       | Al-Nassr   | Al Wehda   | 5–0 (C)   | 4 de maio de 2024       | [ 26 ]              |

## Prêmios

### Prêmios mensais
| Mês       | Treinador do Mês    | Treinador do Mês | Jogador do Mês          | Jogador do Mês | Goleiro do Mês | Goleiro do Mês | Referências |
| Mês       | Treinador           | Clube            | Jogador                 | Clube          | Jogador        | Clube          | Referências |
| --------- | ------------------- | ---------------- | ----------------------- | -------------- | -------------- | -------------- | ----------- |
| Agosto    | Nuno Espírito Santo | Al-Ittihad       | Cristiano Ronaldo       | Al-Nassr       | Marcelo Grohe  | Al-Ittihad     | [ 27 ]      |
| Setembro  | Luís Castro         | Al-Nassr         | Cristiano Ronaldo       | Al-Nassr       | Marcelo Grohe  | Al-Ittihad     | [ 28 ]      |
| Outubro   | Jorge Jesus         | Al-Hilal         | Sergej Milinković-Savić | Al-Hilal       | Yassine Bounou | Al-Hilal       | [ 29 ]      |
| Novembro  | Jorge Jesus         | Al-Hilal         | Bernard Mensah          | Al-Tai         | Yassine Bounou | Al-Hilal       | [ 30 ]      |
| Dezembro  | Jorge Jesus         | Al-Hilal         | Cristiano Ronaldo       | Al-Nassr       | Édouard Mendy  | Al-Ahli        | [ 31 ]      |
| Fevereiro | Jorge Jesus         | Al-Hilal         | Anderson Talisca        | Al-Nassr       | Yassine Bounou | Al-Hilal       | [ 32 ]      |
| Março     | Jorge Jesus         | Al-Hilal         | Cristiano Ronaldo       | Al-Nassr       | Mailson        | Al-Taawoun     | [ 33 ]      |
| Abril     | Vítor Pereira       | Al-Shabab        | Yannick Carrasco        | Al-Shabab      | David Ospina   | Al-Nassr       | [ 34 ]      |
| Maio      | Jorge Jesus         | Al-Hilal         | Cristiano Ronaldo       | Al-Nassr       | Mailson        | Al-Taawoun     | [ 35 ]      |